# Aeroporto di Decimomannu
L'Aeroporto di Decimomannu (IATA: DCI, ICAO: LIED) è un aeroporto militare situato a nord ovest della città di Cagliari, in Sardegna, nel comune di Villasor. È intitolato al colonnello pilota Giovanni Farina, medaglia d'oro al valor militare alla memoria. Il suo sedime occupa una vasta area che confina e comprende residue porzioni di territori dei comuni di Decimomannu, San Sperate e Decimoputzu.
La denominazione dell'aeroporto, per convenzione internazionale si identifica con la "località aeronautica" viciniore Decimomannu, come riportato nell'allegato "D" della direttiva Sma ORD-012 ed. 2012 edita dallo stato maggiore Aeronautica.
L'aeroporto è gestito dall'Aeronautica Militare ed è sede principale del Reparto Sperimentale e di Standardizzazione al Tiro Aereo di Decimomannu. In base al decreto ministeriale del 25 gennaio 2008 pubblicato sulla Gazzetta Ufficiale del 7 marzo 2008 l'aeroporto è classificato come MOB (Main Operating Base) del primo gruppo e come tale effettua esclusivamente attività militari, non essendo aperto al traffico commerciale.
Alcuni chilometri più a sud, nei pressi del centro urbano di Decimomannu, sorge un piccolo agglomerato residenziale denominato "Villaggio Azzurro", costituito per ospitare le famiglie dei militari in servizio per l'Aeronautica Militare.

## Storia
Allo scoppio della seconda guerra mondiale si rese necessario allestire altri aeroporti oltre a quelli già esistenti sull'isola. Venne così approntato il campo di manovra di Decimomannu, dotato di una pista in terra orientata nord/est-sud/ovest e di alcuni edifici, appartenenti in passato ad una fattoria, nei quali furono predisposti il Comando di stormo e di gruppo, le mense Ufficiali e Sottufficiali, l'infermeria, il centralino e l'ufficio Comando.

### La seconda guerra mondiale
Decimomannu diventò a tutti gli effetti un aeroporto il 3 giugno 1940 con il trasferimento del 32º Stormo dall'aeroporto di Cagliari Elmas. Organizzato su due gruppi di volo, lo Stormo era dotato dei trimotori Savoia-Marchetti S.M.79 con i quali si rese protagonista della prima azione di guerra in assoluto contro la Francia, sorvolando e bombardando il porto di Biserta, distruggendo infrastrutture, navi e idrovolanti.
Il 32º Stormo partecipò inoltre a diversi combattimenti contro la flotta navale britannica.
Tra il 1941 e il 1943 l'aeroporto ospitò il 36º Stormo, dotato di Savoia-Marchetti S.M.79 e di bombardieri Savoia-Marchetti S.M.84. Questo reparto partecipò il 27 settembre 1941 ad una cruenta battaglia aeronavale tra la Marina inglese e la Regia Aeronautica nel Mediterraneo centrale, nella quale riportò la perdita di 7 velivoli.
Il 7 novembre 1942 arriva il 17º Gruppo caccia ed il 14 novembre il 6º Gruppo caccia.
Il 17 febbraio 1943 l'aeroporto subì il suo primo bombardamento ad opera degli alleati angloamericani.
Nel frattempo, sull'aeroporto si rischierarono in periodi diversi altri reparti della Regia Aeronautica tra cui i più noti furono il 108º Gruppo del 36º Stormo ed il 132º Gruppo Autonomo dotati entrambi di SM79, il 17º Gruppo del 1º Stormo Caccia Terrestre con i Macchi M.C.202, il 160º Gruppo autonomo con i caccia Reggiane Re.2001. Anche la tedesca Luftwaffe utilizzo l'aeroporto per i suoi Heinkel He 111 dell'unità aerosilurante Kampfgeschwader 26, impegnata in diverse operazioni nel Mar Mediterraneo.
In seguito all'armistizio di Cassibile, dal 1943 l'aeroporto passò sotto il controllo dell'United States Army che lo utilizzò come base per i caccia Curtiss P-40 "Warhawk" in carico alla USAAF.
Sotto il controllo americano vennero effettuate diverse migliorie: furono iniziati importanti lavori nell'area di atterraggio, relativi alla realizzazione di una pista di 1800 x 15 metri, di 180 piazzole di sosta per ospitare gli aeromobili e di circa 10 km di bretelle di rullaggio. Successivamente la pista verrà ulteriormente ampliata fino alle dimensioni di 3000 x 30 metri.
Alla fine dell'ottobre 1943 giunsero a Decimomannu i bombardieri Martin B-26 Marauder del 319th Bombardment Group/320th Bombardment Group USAAF.

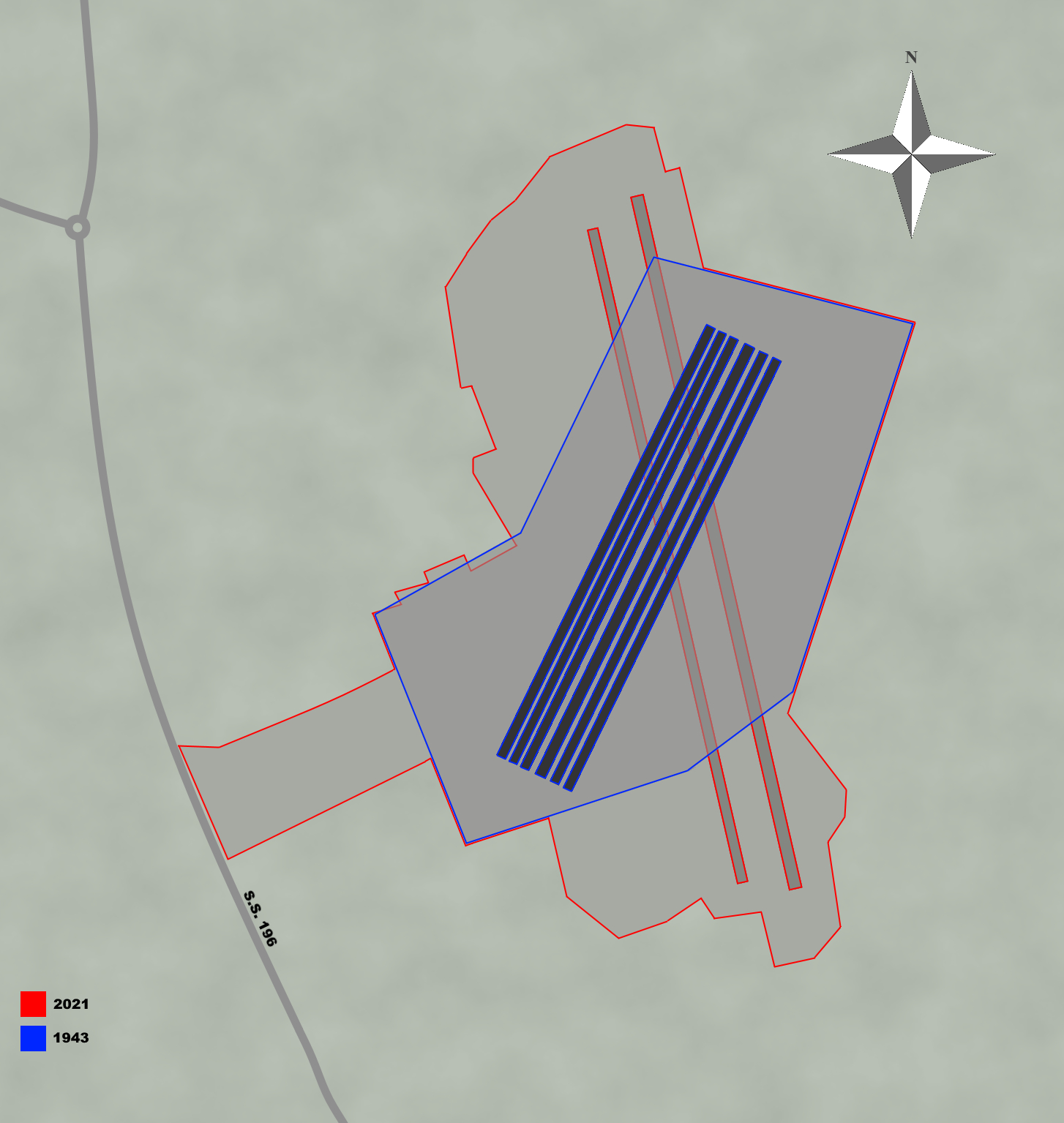
Comparazione tra la struttura dell'aeroporto nel 1943 (in blu) e nel 2021 (in rosso)

Nel febbraio del 1944 iniziarono nuovi lavori di ampliamento che portarono alla creazione di un innovativo sistema di decollo/atterraggio multiplo: venne infatti costruita una pista lunga 2000 metri dotata di 6 piste parallele che consentiva il decollo contemporaneo di 6 aeroplani. Per evitare problemi con la polvere sollevata durante la fase di decollo, le piste vennero trattate con olio esausto.
Verso la fine del medesimo anno la necessità di essere più vicini all'Italia settentrionale spinse l'esercito americano a trasferirsi da Decimomannu all'aeroporto di Serragia in Corsica.
Da questo momento fino al 1954 l'aeroporto non fu più utilizzato.

### La rinascita
Dopo il conflitto mondiale, la ricerca di ampie zone disabitate adatte per l'addestramento delle forze aeree della NATO permise la rinascita dell'aeroporto di Decimomannu. Dopo una vasta opera di bonifica e ricostruzione l'aeroporto fu riaperto e vi fu instaurato il primo "Air Weapons Training Installation" (AWTI) previsto dai piani NATO dell'epoca.
L'aeroporto cambiò così la sua iniziale destinazione d'uso e venne completato per adempiere alla sua missione di principale base per l'addestramento avanzato degli equipaggi di volo della NATO. Il Reparto Italiano nasce ufficialmente il 15 febbraio 1957 con la denominazione ufficiale “Centro Addestramento al Tiro” (CAT) di Decimomannu.
Nell'aprile dello stesso anno fu costituita un'unità analoga da parte della Royal Canadian Air Force (RCAF).
Nel dicembre del 1959 fu firmato un accordo tra Italia, Canada e Germania Ovest che disciplinava l'utilizzo della base aerea e dei poligoni di tiro ad essa associati. L'Italia assunse così, formalmente, la responsabilità del funzionamento, della manutenzione e del supporto logistico ai reparti operativi che si addestravano nelle strutture dell'AWTI.
Il 1º marzo 1961 la base dell'Aeronautica Militare venne intitolata alla medaglia d'oro al valore militare col. pilota Giovanni Farina, comandante del 36º Stormo di Aerosiluranti dislocato a Decimomannu, immolatosi in azione eroica sui cieli della Sardegna il 14 giugno 1942.
Nel settembre dello stesso anno il CAT di Brindisi fu sciolto e trasferito a Decimomannu.
Nel 1963 il Gruppo Addestramento A.M.I. fu modificato in Sezione Standardizzazione Tiro A.M.I. ed attualmente è denominato Centro Sperimentale Standardizzazione Tiro Aereo AM (CSSTA). Al Centro, fin da allora, venne affidato, tra l'altro, il compito di programmare, coordinare e dirigere le missioni del personale dell'Aeronautica Militare impegnato ad acquisire un'alta professionalità nel tiro e nelle tattiche del combattimento aereo. 
Oltre alle tre nazioni che avevano firmato l'accordo nel '59, nel corso degli anni sessanta la base fu utilizzata saltuariamente anche dai velivoli dell'United States Air Force in Europe (USAFE) e da quelli dell'United States Navy. 
Il Distaccamento permanente Statunitense (USAFE Det4th), inquadrato nel 40th Tactical Group dell'aeroporto di Aviano, iniziò le proprie attività nell'estate del 1970 interrompendole nell'estate del 1973 a causa della guerra del Vietnam, usando l'aeroporto come scalo tecnico per gli aerei provenienti dagli Stati Uniti e diretti nel Sud-est asiatico.
Nel corso del 1970 la CAF lasciò Decimomannu e fu sostituita dalla Royal Air Force Britannica (RAF). Il 1º luglio 1970, con determinazione dello Stato Maggiore Aeronautica, il CAT A.W.T.I. di Decimomannu assumeva l'attuale denominazione di Reparto Sperimentale e di Standardizzazione al Tiro Aereo (AWTI) RSSTA/AWTI. Al suo interno è attiva l'ACMI, acronimo di Air Combat Maneuvering Installation, poligono di tiro con una serie di strumenti di simulazione nelle esercitazioni di combattimento, con pacchi di sensori installati a bordo degli aerei e che riportano i dati a schermi ed apparati di controllo e calcolo a terra.

### La base oggi

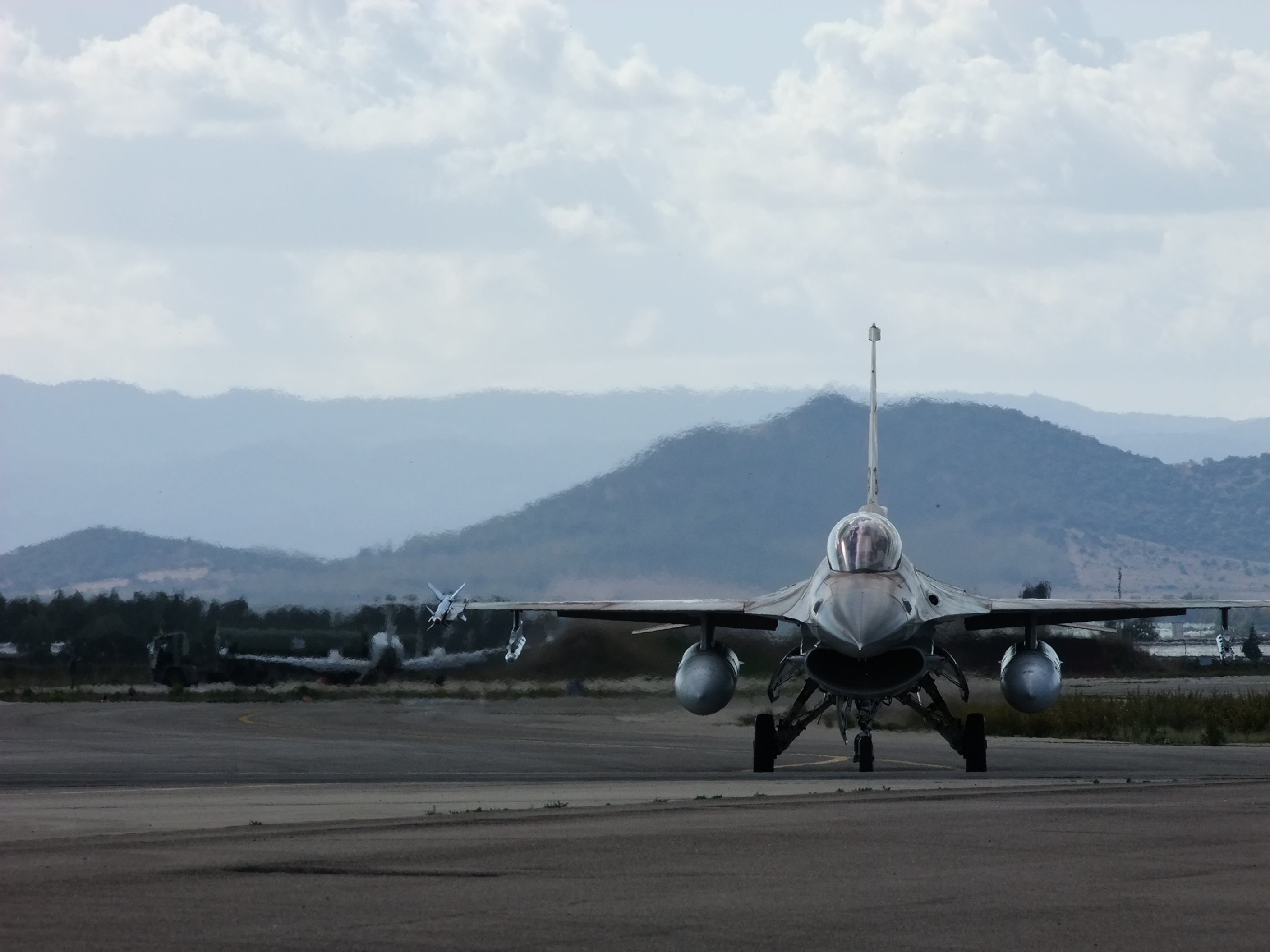
Un F-16 dell'aeronautica israeliana fotografato nell'ottobre 2011 durante un'esercitazione

Con il passare degli anni, indicativamente fino alla seconda metà degli anni '90, la base ha visto un crescente aumento dell'attività di volo: con una media di circa 60000 movimenti annui, pari a circa 450 movimenti giornalieri (effettuati principalmente dall'Aeronautica Militare e, fino a dicembre 2016, dalla Luftwaffe), Decimomannu divenne quindi l'aeroporto militare con il più alto numero di decolli e atterraggi in Europa; attività che si è ad oggi notevolmente ridimensionata per via di costanti tagli alla spesa militare negli ultimi vent'anni e del succitato abbandono della base da parte della Luftwaffe.
L'aeroporto è dotato di un impianto radar utilizzato dal locale Centro di controllo e avvicinamento per controllare il traffico aereo (militare e civile, sia in arrivo che in partenza) dell'aeroporto di Decimomannu e dell'aeroporto di Cagliari-Elmas.
In passato era altresì presente un sistema radar di difesa aerea le cui antenne si trovano presso il poligono di Capo Frasca; oggi tale servizio di sorveglianza radar dello spazio aereo viene assicurato mediante remotizzazione dal 22º Gruppo Radar dell'Aeronautica Militare situato presso Licola (NA).
L'aeroporto ha in dotazione anche alcuni elicotteri Agusta-Bell AB 212-AWTI che svolgono compiti di soccorso aereo e di protezione civile e che a partire dal 1º novembre 2013 sono in dotazione dell'80º Centro CSAR del 15º Stormo.
È base anche del Reparto Sperimentale e di Standardizzazione Tiro Aereo.
Da luglio 2022 è sede dell’International Flight Training School.

## Comandanti
| Data                | Comandante                       |
| ------------------- | -------------------------------- |
| Mar 1957 - Nov 1958 | Col. Egidio Costa                |
| Nov 1958 - Ott 1960 | Col. Giovanni Minniti            |
| Ott 1960 - Nov 1962 | Col. Giuseppe Piseddu            |
| Nov 1962 - Giu 1964 | Col. Alberto Dulfus di Volksnerg |
| Giu 1964 - Set 1968 | Gen. Mario Mecatti               |
| Nov 1968 - Ott 1969 | Col. Guido Briguglio             |
| Ott 1969 - Apr 1972 | Gen. PierGiacomo Piccio          |
| Apr 1972 - Ott 1974 | Col. Mario Casabeltrame          |
| Ott 1974 - Nov 1977 | Col. Guglielmo Paolo Canham      |
| Nov 1977 - Set 1979 | Col. Umberto Formisano           |
| Set 1979 - Set 1980 | Col. Federico Zamparelli         |
| Set 1980 - Ott 1981 | Col. Roberto Gazzetta            |
| Ott 1981 - Ott 1983 | Col. Giuseppe Grandi             |
| Ott 1983 - Giu 1986 | Col. Bruno Servadei              |
| Giu 1986 - Lug 1988 | Col. Marcello Chiaretti          |
| Lug 1988 - Set 1990 | Col. Claudio Riato               |
| Set 1990 - Set 1991 | Col. Adriano Ardinghi            |
| Set 1991 - Set 1993 | Col. Leonardo Leandri            |
| Set 1993 - Ott 1995 | Col. Paolo Ricci                 |
| Ott 1995 - Ott 1996 | Col. Francesco de Rosa           |
| Ott 1996 - Ott 1998 | Col. Pietro Toso                 |
| Ott 1998 - Ott 2000 | Col. Alberto Moretti             |
| Ott 2000 - Lug 2002 | Col. Luigi Turco                 |
| Lug 2002 - Set 2004 | Col. Giuseppe Crispino           |
| Set 2004 - Lug 2006 | Col. Roberto Ferro               |
| Lug 2006 - Set 2008 | Col. Tommaso Collorafi           |
| Set 2008 - Set 2010 | Col. Gustavo Cicconardi          |
| Set 2010 - Set 2012 | Col. Alfredo Nazzi               |
| Set 2012 - Set 2014 | Col. Fabio Sardone               |
| Set 2014 - Set 2016 | Col. Mario Martorano             |
| Set 2016 -          | Col. Michele Ciuffreda           |

## I Reparti storici
I reparti della Regia Aeronautica operanti dal 1940 al 1943
| Anno | Reparto                    | Gruppi                              | Squadriglie                                                                                            | Velivoli utilizzati |
| ---- | -------------------------- | ----------------------------------- | --- | ------------------- |
| 1940 | 32º Stormo                 | 39º, 89º                            | 49ª Squadriglia, 50ª Squadriglia                                                                       | S.M.79, S.M.82      |
| 1941 | 36º Stormo                 | 108º, 109º                          | 256ª Squadriglia, 257ª Squadriglia, 258ª Squadriglia, 259ª Squadriglia                                 | S.M.79, S.M.84      |
| 1942 |                            |                                     | 274ª Squadriglia Autonoma                                                                              | SM79 - Piaggio P108 |
| 1942 | 46º Stormo                 | 104°, 105°                          | 254ª Squadriglia, 255ª Squadriglia                                                                     | S.M.79              |
| 1942 |                            | 132º                                | 278ª Squadriglia, 279ª Squadriglia, 281ª Squadriglia                                                   | S.M.79              |
| 1942 | 54º Stormo                 | 153º                                | 372ª, 373ª, 374ª                                                                                       | Macchi M.C.202      |
| 1942 | 1º Stormo Caccia Terrestre | 17º Gruppo caccia, 6º Gruppo caccia | 71ª Squadriglia caccia, 72ª Squadriglia caccia, 80ª Squadriglia caccia, 81ª Squadriglia aeroplani, 88ª | Macchi M.C.202      |
| 1943 |                            | 41º Autonomo                        | 205ª Squadriglia da bombardamento                                                                      | S.M.79              |
| 1943 |                            | 103º Autonomo                       | 207ª, 237ª                                                                                             | Junkers Ju 87D-3    |
| 1943 | 37º Stormo                 | 55º                                 | 22ª Squadriglia, 220ª                                                                                  | CANT Z.1007bis      |
| 1943 |                            | 160º Autonomo                       | 393ª, 394ª                                                                                             | Reggiane Re.2001    |

I reparti della Luftwaffe operanti dal 1940 al 1943
| Anno | Reparto            | Gruppi | Squadriglie | Velivoli utilizzati |
| ---- | ------------------ | ------ | ----------- | ------------------- |
| 1940 | Kampfgeschwader 26 |        |             | Heinkel He 111      |

I reparti della United States Army Air Force operanti dal 1943 al 1944
| Anno | Reparto                 | Gruppi                           | Squadriglie | Velivoli utilizzati |
| ---- | ----------------------- | -------------------------------- | ----------- | ------------------- |
| 1943 | 319th Bombardment Group | 180th,437th,438th, 439th, 440°th |             | B-26C               |
| 1943 | 320th Bombardment Group | 441th                            | 42th Wing   | B-26C               |

I reparti dell'Aeronautica Militare operanti dal 1960 ad oggi
| Anno      | Reparto                        | Gruppi | Squadriglie | Velivoli utilizzati   |
| --------- | ------------------------------ | ------ | ----------- | --------------------- |
| 1960-1990 | CSSTA                          |        |             | Aermacchi MB-326      |
| 1961-2013 | 670ª-672ª squadriglia soccorso |        |             | (AB47-J3, AB212-AWTI) |
| 2013      | 80° centro C/SAR               |        |             | HH139                 |